# Japoński Kościół Prawosławny
Japoński Kościół Prawosławny (jap. 日本ハリストス正教会 Nihon Harisutosu Sei-kyōkai) — Cerkiew autonomiczna, wchodząca w skład Patriarchatu Moskiewskiego. Skupia około 30 tysięcy wiernych, zamieszkujących na terenie Japonii.

## Historia
Prawosławie w Japonii pojawiło się w XIX wieku wraz z rosyjskimi dyplomatami i handlowcami. W 1859 otworzono w Hakodate pierwsze przedstawicielstwo dyplomatyczne Cesarstwa Rosyjskiego w Japonii. Kapelanem konsulatu mianowano hieromnicha Mikołaja (Kasatkina). Głównym jego zadaniem miała być duszpasterska opieka nad personelem placówki, ale wkrótce rozpoczął nieoficjalną misję. 
W 1870 władze japońskie wyraziły zgodę na prowadzenie oficjalnej misji. Wówczas Synod Kościoła Rosyjskiego 6 kwietnia 1870 zdecydował erygować rosyjską misję duchowną w Japonii. Głównym jej organizatorem zostaje hieromnich Mikołaj, wkrótce podniesiony do godności archimandryty. Przetłumaczono na język japoński Pismo Święte, Liturgię i inne księgi liturgiczne. 
W 1873 zostały uchylone wszystkie zakazy wobec misji, co w znacznym stopniu zdynamizowało jej rozwój. W 1875 wyświęcono na kapłana pierwszego Japończyka, Pawła Sawabe. 30 marca 1880 Synod Kościoła Rosyjskiego podjął uchwałę o powołaniu misyjnego biskupa dla Japonii. Pierwszym biskupem został archimandryta Mikołaj. W 1906 podniesiony do godności arcybiskupa. 
Pod koniec życia arcybiskup Mikołaj miał do pomocy 34 kapłanów, 8 diakonów, 116 katechetów. Arcybiskupstwo posiadało 175 cerkwi i domów modlitwy należących do 226 parafii. Liczba wiernych przekroczyła 30 tysięcy.
Po śmierci arcybiskupa Mikołaja w 1912 jego następcą został biskup Sergiusz (Tichomirow) – późniejszy metropolita japoński. Ustawa rządu japońskiego z 1939 ograniczyła działalność misji. Zakładała ona, że główne stanowiska w Kościele muszą być piastowane przez Japończyków. Metropolita Sergiusz złożył urząd i przez dwa lata Kościołem zarządzał protoprezbiter Arseniusz Iwasawa. W I połowie XX wieku liczba wiernych osiągnęła 90 tys..
W 1941 rodowity Japończyk, Jan Ono, złożył śluby zakonne z imieniem Mikołaj. Następnie został podniesiony do godności metropolity. Po zajęciu Japonii w 1946 przez USA wystosował list do patriarchy Aleksego z prośbą o ponowne włączenie pod jurysdykcję Kościoła macierzystego. Władze amerykańskie nie zezwoliły przedstawicielom patriarchy na wjazd do Japonii w celu kanonicznego uregulowania stosunków kościelnych. Wobec powyższego podporządkowano parafie Kościołowi Prawosławnemu w Ameryce – metropolicie Teofilowi. Biskup Mikołaj przeszedł w stan spoczynku. Zarządzanie przejął przybyły z Pittsburgha w styczniu 1947 biskup Beniamin (Basałyga). Doprowadziło to do podziału Kościoła. Część duchownych pozostała wierna Patriarchatowi Moskiewskiemu.
Do likwidacji rozłamu doszło dopiero w 1964. Wówczas do Tokio przybył biskup woroneski i lipiecki Włodzimierz. W katedrze odprawiono nabożeństwo, podczas którego do kanonicznej i liturgicznej jedności przyjęto duchowieństwo dotychczas podporządkowane biskupom amerykańskim. 
W 1969 nadzwyczajny Sobór Kościoła Japońskiego zwrócił się do Kościoła rosyjskiego z prośbą o udzielenie autonomii. W 1970 patriarcha Aleksy I nadał Kościołowi japońskiemu autonomię w ramach Patriarchatu Moskiewskiego. Pierwszym zwierzchnikiem Autonomicznego Kościoła Japonii został arcybiskup Włodzimierz (Nagosski). Od 1972 do 1999 funkcję tę pełnił metropolita Teodozjusz. Po nim zwierzchnikiem Kościoła został Daniel (Nushiro). W listopadzie 1999 odbyła się jego chirotonia biskupia, a 14 maja 2000 intronizacja zwierzchnika Japońskiego Autonomicznego Kościoła, arcybiskupa tokijskiego i metropolity Japonii. W 2023 r. arcybiskup Daniel zmarł wskutek choroby płuc. Nowym zwierzchnikiem cerkwi został Serafin (Tsujie).
Siedziba metropolity i katedralny sobór pod wezwaniem Zmartwychwstania Pańskiego znajdują się w Tokio.

## Struktura Cerkwi
Cerkiew podzielona jest na trzy eparchie: Sendai i wschodniej Japonii z katedrą w Sendai, Kioto i zachodniej Japonii z katedrą w Kioto oraz Tokio. W sumie jest ok. 60 czynnych cerkwi, trzydziestu kapłanów i około 30 tys. wiernych. W prefekturze Chiba znajduje się męski monaster Świętej Zofii.

## Lista metropolitów Japonii
- Mikołaj (Kasatkin) (1880–1912; arcybiskup od 1906)
- Sergiusz (Tichomirow) (1912–1939)
- Arseniusz Iwasawa (1939–1941)
- Mikołaj (Ono) (1941–1947)
- Beniamin (Basałyga) (1947–1970)
- Włodzimierz (Nagosski) (1970–1972)
- Teodozjusz (Nagashima) (1972–1999)
- Daniel (Nushiro) (1999-2023)
- Serafin (Tsujie) (od 2023)

## Inne jurysdykcje prawosławne w Japonii
W Japonii prowadzi działalność Rumuński Kościół Prawosławny, mający swoje przedstawicielstwo w Tokio oraz parafię w Osace.